# Casomera
Casomera es una parroquia del concejo asturiano de Aller, en España, y un lugar de dicha parroquia.
La parroquia tiene una extensión de 67,59 km² y en el año 2021 tenía una población empadronada de 138 habitantes (2021).El lugar de Casomera se halla a 625 metros de altitud y dista 12 km de la villa de Cabañaquinta, capital del concejo.

## Entidades de población
Localidades que forman parte de la parroquia:
- Casomera, lugar: 106 habitantes;
- La Paraya, casería: 3 habitantes;
- Río Aller (Ruayer), casería: 16 habitantes;
- Ríomañón (Rumañón), casería: 2 habitantes;
- Llananzanes (Yananzanes), casería: 2 habitantes; y
- Villar (Viḷḷar), casería: 9 habitantes.